# ميكي فان
ميكي فان (بالإنجليزية: Mickey Vann)‏ مواليد 29 ديسمبر 1943 في لندن، هو ملاكم محترف بريطاني معتزل يصنف ضمن فئة وزن الريشة. بعد الاعتزال اتجه إلى التحكيم.

## إحصائيات
خاض خلال مسيرته 11 نزالا، فاز في 2 ولم يتعادل وخسر في 9. فاز بالضربة القاضية في 1 نزالا.

## روابط خارجية
- ميكي فان على موقع بوكس ريك (الإنجليزية) (registration required)